# エウリュノメー
エウリュノメー（古希: Εὐρυνόμη, Eurynomē）は、ギリシア神話の女神、あるいは女性である。長母音を省略してエウリュノメとも表記される。
- オーケアノスの娘
- ニーソスの娘
- ペーネロペーの乳母

のほか数人が知られている。以下に説明する。

## オーケアノスの娘
このエウリュノメーは、オーケアノスとテーテュースの娘で、ゼウスとの間にカリス、また一説に河神アーソーポスを生んだ。
ロドスのアポローニオスによるとエウリュノメーは蛇神オピーオーンの妻で、オリュンポスの最初の支配者であった。しかしオピーオーンがクロノスとの力比べに負けたとき、オピーオーンとエウリュノメーはクロノスとレアーに王権を譲り、海の中に姿を消したという。その後エウリュノメーはヘーラーがヘーパイストスを海に投げ捨てたとき、テティスとともにヘーパイストスをかくまった。パウサニアースはアルカディアー地方の都市ピガリアーにエウリュノメーの聖域があったことを伝えている。それは都市の上手2.2キロの地点、ネダー川とその支流リューマクス川が合流する場所にあり、普段は閉ざされているが、年に一度の例祭のときだけ人々に開放された。聖域にはエウリュノメーの木彫神像があり、上半身は女性、下半身は魚の姿をしており、金の鎖で縛られていたという。

### 解釈
イギリスの詩人ロバート・グレーヴスは独自に再構築した原ギリシアの創造神話を「ペラスゴイ人の創世神話」として紹介しているが、そこではエウリュノメーは創造神とされている。カオスの中に最初に裸で存在したエウリュノメーは、空と海を分離してから波の中で踊り狂い、その動きから北風を発生させた。続いて北風を両手で捕まえ、激しくこすり伸ばしてオピーオーンを生み出し、その後も体を温める為に踊り続けたが、欲情したオピーオーンと交わって身籠り、鳩に姿を変えて波の上に宇宙卵を産んだ。卵は孵化して太陽・月・水星・金星・火星・木星・土星を始めとする無数の星々と美しい自然と生物たちに満ちた大地が生まれ、2人はオリュンポス山に移った。しかし卵を孵化させて慢心したオピーオーンが、自分こそが宇宙の創造者であると主張したのでエウリュノメーはオピーオーンを踏み付け、牙を蹴り折って地下深くの洞窟に追放した。その後、太陽と月、及び5つの惑星に神秘の力を生み与え、光明を司る太陽にテイアーとヒュペリーオーンを、魅惑を司る月にポイベーとアトラースを、知恵を司る水星にメーティスとコイオスを、愛を司る金星にテーテュースとオーケアノスを、生長を司る火星にディオーネーとクレイオスを、掟を司る木星にテミスとエウリュメドーンを配置し、平和を司る土星にクロノスとレアーを配置するといった具合に、男女の巨人であるティーターンとティーターニスをそれぞれの惑星に配置した。その後、アルカディアの土から最初の人間であるペラスゴスが生まれた。

## ニーソスの娘
このエウリュノメーは、メガラ王ニーソスの娘である。スキュラと姉妹。コリントス王シーシュポスの息子グラウコスと結婚し、ベレロポーンを生んだ。ただしベレロポーンの父はポセイドーンであると言われる。
ヘーシオドスの作と伝えられる『名婦列伝』によると、エウリュノメーはアテーナーの意図により、グラウコスの結婚相手を探していたシーシュポスに気に入られて結婚した。しかしゼウスはシーシュポスが後世に優れた血筋を残すことを好ましく思わなかった。そこでポセイドーンがエウリュノメーと関係を持ち、エウリュノメーもまたグラウコスに優れた子を産みたいという思いからこれを受け入れ、ベレロポーンが生まれた。ベレロポーンにペーガソスを与えたのは父であるポセイドーンだったという。

## ペーネロペーの乳母
このエウリュノメーは、ペーネロペーの乳母である。ペーネロペーがオデュッセウスと結婚したとき、彼女もイタケー島にやって来て、エウリュクレイアとともにオデュッセウスの館の女中頭を務めた。エウリュノメーは古くからオデュッセウスに仕える者たちと同様、ペーネロペーの求婚者たちによい感情を持っておらず、終始ペーネロペーとオデュッセウスに忠実に仕えた。

## その他のエウリュノメー
- ペルシア王オルカモスの妻で、レウコトエーの母[15]。
- 一説にテゲアーの王アレオスの子リュクールゴスの妻[16]。
- イーピトスの娘で、アルゴス王タラオスの妻で、アドラストスの母[17][18]。